# Hebridea rufotibialis
Hebridea rufotibialis är en insektsart som beskrevs av Willemse, C. 1926. Hebridea rufotibialis ingår i släktet Hebridea och familjen gräshoppor. Inga underarter finns listade i Catalogue of Life.